# Хутор (Татарстан)
Хутор — деревня в Рыбно-Слободском районе Татарстана. Входит в состав Шумковского сельского поселения.

## География
Находится в центральной части Татарстана на расстоянии приблизительно 17 км на север-северо-запад по прямой от районного центра поселка Рыбная Слобода.

## История
Основана во второй половине 1930-х годов как летнее отделение совхоза «Корноуховский». С 1980 года подсобное хозяйство химического завода им. Ленина, с 1992 года Федерального научно-производственного центра «Государственное Казанское научно-производственное предприятие имени В. И. Ленина».

## Население
Постоянных жителей было: в 1986 году — 95, в 2002 году нет данных, в 2010 году 69.